# Семёновское (Буйский район)
Семёновское — опустевшая деревня в Буйском районе Костромской области. Входит в состав Центрального сельского поселения.

## География
Находится в западной части Костромской области на расстоянии приблизительно 19 км на юг-юго-запад по прямой от районного центра города Буй у речки Письма.

## История
В 1872 году здесь было учтено 28 дворов, в 1907 году — 39.

## Население
Постоянное население составляло 116 человек (1872 год), 168 (1897), 194 (1907), 9 в 2002 году (русские 100 %), 0 в 2022.